# 드미트로 카류첸코
드미트로 미콜라요비치 카류첸코(우크라이나어: Дми́тро Микола́йович Карюченко, 1980년 1월 15일 ~ )는 우크라이나의 펜싱 선수로 주 종목은 에페이다.
카류첸코는 2004년 하계 올림픽에 참가하였다. 그는 2006년 FIE 펜싱 세계선수권 대회의 남자 에페 단체전의 동메달 결정전에서 헝가리를 꺾고 동메달을 목에 걸었다. 그는 이 업적을 팀 동료 드미트로 추마크, 막심 흐보로스트, 보흐단 니키신과 달성하였다. 카류첸코는 2006년 쿠웨이트에서 열린 남자 에페 개인전 그랑프리에서 프랑스의 울리히 로바이리를 결승전에서 꺾고 금메달을 획득하였다.

## 개인사
부인인 옐레나 사이에서 딸인 베라를 두었다.